# 上天草市立大道小学校
上天草市立大道小学校（かみあまくさしりつ おおどうしょうがっこう）は、かつて熊本県上天草市龍ヶ岳町大道に存在した小学校。

## 沿革
- 1870年（明治3年）- 大道村本郷で寺子屋開設
- 1876年（明治9年）7月2日 - 大道公立小学校開校
- 1887年（明治20年）5月1日 - 尋常小代用大道簡易科教場に改称
- 1892年（明治25年）9月1日 - 大道尋常小学校に改称
- 1905年（明治38年）4月1日 - 大道尋常高等小学校に改称
- 1897年（明治40年）3月31日 - 東浦分教場、楠盛分教場設置
- 1923年（大正12年）8月5日 - 楠盛分教場廃止
- 1934年（昭和9年）6月12日 - 東浦分教場、類焼により自然消滅
- 1941年（昭和16年）4月1日 - 大道国民学校に改称
- 1947年（昭和22年）- 天草郡大道村立大道小学校に改称
- 1954年（昭和29年）- 天草郡龍ヶ岳村立大道小学校に改称
- 1959年（昭和34年）- 天草郡龍ヶ岳町立大道小学校に改称
- 2004年（平成16年）- 上天草市立大道小学校に改称
- 2011年（平成23年）- 高戸小学校、樋島小学校と統合し龍ヶ岳小学校となる。